# Liste von Tornados in Afrika
Die Liste von Tornados beschreibt eine Auswahl von Tornadoereignissen in Afrika.

## Liste
| Tornado                                   | Datum              | Ort                                 | Tornados | Opfer                       | Anmerkungen |
| ----------------------------------------- | ------------------ | ----------------------------------- | -------- | --------------------------- | --- |
| Roodepoort, Südafrika                     | 26. November 1948  | Highveld, Südafrika                 | 1        | 4 Tote, 100 Verletzte       | 700 zerstörte Häuser, Strecke von 64 km und 15 Mal aufgesetzt. |
| Zastron-Tornado                           | 26. November 1948  | Südafrika                           | 1        | -                           | |
| Albertynesville, Südafrika Tornado        | 30. November 1952  | Südafrika                           | -        | 20 Tote, 400 Verletzte      | |
| Paynesville, Südafrika Tornado            | 2. Dezember 1952   | Südafrika                           | -        | 11 Tote                     | |
| Trompsburg, Südafrika Tornado             | 5. November 1976   | Karoo, Südafrika                    | -        | 5+ Todesopfer               | Länge 175 km, durch die Wüste |
| Senekal, Südafrika Tornado                | 15. September 1988 | Südafrika                           | -        | 2 Tote                      | F3 laut Wetterdienst. |
| Tornado in Südafrika                      | 20. März 1990      | Südafrika                           | -        | Zerstörung von 4000 Häusern | Tornado rast mit einer 240 km langen Sturmfront und einer Breite von bis zu 1,7 km durch die Vororte von Welkom. Es entstand hoher Sachschaden. |
| Harrismith-Tornado                        | 15. November 1998  | Südafrika                           | 1        | 0 Tote, 14 Verletzte        | F2 laut Wetterdienst. Mehrere Häuser und drei Flugzeughangars wurden beschädigt oder zerstört. |
| Tornado in Mthatha, Südafrika             | 15. Dezember 1998  | Südafrika                           | -        | 15 Tote, 100 Verletzte      | Starker Tornado |
| Umtata-Tornado                            | 11. Januar 1999    | Ostkap, Südafrika                   | 1        | 11 Tote, 150 Verletzte      | Kategorie unbekannt. Es entstand großer Sachschaden, darunter auch Schäden im Krankenhaus. Nelson Mandela, der frühere Präsident Südafrikas, befand sich zum Zeitpunkt des Tornados in einer Apotheke und wurde von seinen Leibwächtern beschützt, während er auf dem Boden lag. Auch die Apotheke wurde beschädigt, Mandela blieb jedoch unverletzt. |
| Mount Ayliff, Südafrika-Tornado           | 18. Januar 1999    | Südafrika                           | -        | 25 Tote, 500 Verletzte      | 120 km lange Strecke, F4 |
| Südafrika Tornado                         | 21. Oktober 1999   | Südafrika                           | -        | 20 Verletzungen             | 100+ km Weg, knapp Johannesburg verfehlt |
| Zenturio Tornado                          | 21. Oktober 1999   | Gauteng, Südafrika                  | 1        | -                           | F1 laut Wetterdienst. Es entstand Sachschaden. |
| Tornado-Ausbruch in Mpumalanga, Südafrika | 9. September 2002  | Mpumalanga, Südafrika               | 4        | 2 Tote                      | Starke Stürme. Einige Gebäude zerstört. |
| Yumbi Tornado                             | 2. Februar 2003    | Yumbi, Demokratische Republik Kongo | 1        | 17 Tote, 4.000 Verletzte    | Ein Tornado fegte über Gebiete in der Nähe der Stadt Yumbi. 1700 Familien wurden durch den Tornado obdachlos. |
| Dullstroom-Tornado                        | 1. August 2006     | Mpumalanga, Südafrika               | 1        | 0 Tote, 9 Verletzte         | Mehrere Häuser beschädigt, Dach einer High-School weggeflogen. Geschätzt stark F1, möglicherweise F2 |
| Vryheid-Tornado                           | 20. Oktober 2006   | KwaZulu-Natal, Südafrika            | 1        | 0                           | Zerstörte ländliche Hütten auf einem Bauernhof 15 km östlich der Stadt. Das Kind wird fast von einem Tornado „weggenommen“. Der Weg wird auf 4 km geschätzt. Geschätzt F1 |
| Klerksdorp-Tornado                        | 4. März 2007       | Südafrika                           | 1        | 1 Toter, 3 Verletzte        | F0 (die südafrikanische Wetterbehörde stufte ihn als „Minitornado“ ein). 200 Häuser und andere Gebäude beschädigt. |
| Molweni-Tornado                           | 14. November 2008  | KwaZulu-Natal, Südafrika            | 1        | 8 Tote, 200 Verletzte       | Durchquerte ein städtisches Gebiet. Autos rollten ein Stück weit und Schiffscontainer wurden über 200 Meter durch die Luft geschleudert. Lehmhütten komplett weggespült. Backsteinhäuser zerstört. Weg etwa 10 km. |
| Bulwer-Tornado                            | 6. November 2009   | KwaZulu-Natal, Südafrika            | 1        | 1 Toter, 30 Verletzte       | F3 laut Wetterdienst. Autos und Häuser zerstört |
| Ficksburg Tornado                         | 3. Oktober 2011    | Südafrika                           | 1        | 1 Toter, 42 Verletzte       | F2 laut Wetterdienst. 122 Häuser und Hütten zerstört. |
| Duduza-Tornado                            | 3. Oktober 2011    | Südafrika                           | 1        | 1 Todesopfer, 166 Verletzte | F2 laut Wetterdienst. 150 Häuser zerstört |
| Bronkhorstspruit-Tornado                  | 13. November 2011  | Mpumalanga, Südafrika               | 1        | 0 Tote, 0 Verletzte         | Kategorie unbekannt. Minimaler Schaden durch Aufsetzen in offenen Feldern. |
| Bethlehem-Tornado                         | 23. Juni 2012      | Südafrika                           | 1        | 8 Tote, 27 Verletzte        | F2. In den Gebieten Bethlehem und Kestell wurden mehrere Häuser zerstört. |
| Tornado in Deneysville                    | 23. Juni 2012      | Südafrika                           | 1        | 1 Toter, 5 Verletzte        | viel Schaden |
| Queenstown – Mthaha-Tornado               | 19. September 2013 | Ostkap, Südafrika                   | 1        | -                           | |
| Tembisa                                   | 26. Juli 2016      | Gauteng, Südafrika                  | 1        | 0 Tote, 3 Verletzte         | Beschädigtes Dach der Phumulani Mall, viele Verletze; auch beschädigtes Dach des nahe gelegenen Krankenhauses. |
| Mpumalanga, Standerton                    | 10. Dezember 2016  | Mpumalanga, Standerton, Südafrika   | 1        | 0 Todesopfer                | Etwa 12 km außerhalb von Standerton auf der R23 Volksrust Road entdeckt |
| Mpumalanga Standerton                     | 11. Dezember 2016  | Mpumalanga, Standerton, Südafrika   | 1        | 0 Todesopfer                | Gesehen im Gebiet Kaalspruit/Bloukop |
| Jachthafen Vaal                           | 11. Dezember 2016  | Gauteng, Südafrika                  | 1        | 0 Tote, ±50 Verletzte       | Mindestens 300 Menschen verloren ihre Häuser und 50 wurden verletzt. |
| Tornado in Südafrika                      | 12. November 2019  | KwaZulu-Natal, Südafrika            | 1        | 2 Tote, ±18 Verletzte       | Hunderte Häuser wurden zerstört. |